# وراتروم آلبوم
وراتروم آلبوم (نام علمی: Veratrum album) نام یک گونه از رده رده دم‌اسبی است.